# 마라탕후루
마라탕후루는 가수 및 크리에이터 서이브의 노래이다. 남동현이 작곡한 이 곡은 인스타그램 및 틱톡과 같은 SNS에서 크게 유행했으며, 초등학생들에게 큰 인기를 끌었다. 서이브는 서성민과 이파니의 딸인 것으로 알려졌다.

## 인기
서이브는 마라탕과 탕후루를 좋아해서 이 곡을 만들었다. 이 곡은 마라탕과 탕후루의 맛처럼 매콤하면서도 달콤한 10대들의 짝사랑과 풋풋함이 특징이다. 선배와 서이브가 대화를 주고받은 뒤에 ‘탕탕 후루후루/탕탕탕 후루루루루’라는 가사가 나오고, 이것이 반복되는 단순한 구성이다. 그래서 이 곡은 호평과 비판을 동시에 받았다. 개연성은 없지만 재미있는 콘텐츠이기도 하다.
서이브는 마라탕후루로 음악 방송을 하지 않았고, 멜론 음원차트의 성적은 낮다. 그러나 10대에게 인기를 끌었기 때문에 발매 3일만에 소셜미디어 음원차트 1위에 올랐다. 또 일본 대만 등 음원차트에서도 상위를 기록했다.
김범수는 마라탕후루를 발라드로 커버했고 뜨거운 인기를 얻었다.

## 챌린지
마라탕후루는 숏폼 챌린지에 적합한 노래이다. 반복적인 가사와 중독적인 안무 때문이다. 안무는 틱톡 크리에이터 꼰야와 서이브가 같이 만들었다.
KBO 리그 키움 히어로즈의 외야수인 로니 도슨은 마라탕후루 챌린지에 나서서 화제를 모았다. 김여정이 마라탕후루 챌린지에 참여한 딥페이크 영상도 인기였다. 연정훈, 강호동, 침착맨, 이찬원, 김희재도 챌린지에 동참했다.